# Karl Bähr (Theologe)
Karl Christian Wilhelm Felix Bähr (* 25. Juni 1801 in Heidelberg; † 15. Mai 1874 in Offenburg) war ein deutscher evangelischer Theologe.

## Leben
Bähr war ein Sohn des Pfarrers Johannes Bähr (1767–1828) und der Johannette Philippine Koch (1779–1829). Sein älterer Bruder war Johann Christian Felix Bähr. Nachdem er an den Universitäten Heidelberg (1818–1821) und Berlin (1822) Philosophie und Theologie studiert hatte, wurde er 1824 Diaconus in Pforzheim. Fünf Jahre später, 1829, wählte man ihn in Eichstetten zum Pfarrer. 1838 erhielt er den Ehrendoktor-Grad der Theologie, im gleichen Jahr bekleidete er auch das Amt eines Ministerialrates sowie eines Oberstudienrat. Oberkirchenrat der Evangelischen Landeskirche in Baden war er in den Jahren 1843 bis 1861. Hier setzte er sich besonders für eine Reform der Gottesdienstordnung ein. Weil der restaurative Geist der neuen Agende von 1855 bei dem aufklärerisch gesinnten Bürgertum auf Widerstand stieß, wurde der Oberkirchenrat 1860 von der neuen liberalen Regierung entmachtet.
Seit dem 1. März 1861 verweilte Bähr bei seinen Söhnen, die Pfarrer waren, im Ruhestand. Er war mit Auguste Louise Bohm (1808–1891) verheiratet.

## Schriften (Auswahl)
- Die Lehre der Kirche vom Tode Jesu in den ersten 3 Jahrhunderten (1832)
- Kommentar über den Brief Pauli an die Kolosser (1833)
- Symbolik des Mosaischen Cultus, Band 1 (1837) und Band 2 (1839)
- Der salomonische Tempel (1848)
- Der protestantische Gottesdienst vom Standpunkt der Gemeinde aus (1850)
- Begründung einer Gottesdienstordnung für die evangelisch-protestantische Kirche im Großherzogtum Baden. Vorlage des Evangelischen Oberkirchenrats an die Generalsynode (1855)
- Das badische Kirchenbuch in seinem Verhältniß zu den südwestdeutschen Kirchenordnungen (1859)